# Italo-austriaci
Un italo-austriaco è un cittadino austriaco di origine italiana, oppure un cittadino italiano nato e residente in Austria. Secondo dati ufficiali dell'AIRE relativi al 2007, i cittadini italiani residenti in Austria risultavano 15.765. Non si ha invece una stima precisa dei cittadini oriundi italiani nel paese, ma considerati gli eventi storici, l'andamento delle migrazioni italiane nel paese e la sua ampiezza demografica attuale, gli oriundi non dovrebbero essere oltre le migliaia di unità.    

## Storia
Le prime migrazioni italiane in Austria risalgono al Seicento, ed erano molto scarse, dirette solamente a Vienna, e riguardavano esclusivamente architetti, artigiani, decoratori, ingegneri e musicisti.
I flussi migratori più importanti ebbero inizio dopo il 1870, quando lo stato era l'Impero austro-ungarico. L'Austria-Ungheria tra il 1876 e il 1900, fu il secondo paese europeo dopo la Francia, ad assorbire il maggior numero di emigranti italiani. Queste immigrazioni erano di tipo economico, avevano carattere prevalentemente temporaneo, e riguardò braccianti agricoli, operai e muratori. 
Gran parte di questi migranti di lingua italiana provenivano dal Friuli, dal Veneto e dal Trentino. Per quest'ultimo ovviamente, si trattava di immigrazione interna, poiché questi territori facevano parte dello stato asburgico (il Veneto solo fino al 1866, Friuli e Trentino fino al 1918) e di conseguenza erano formalmente cittadini austriaci. Le principali aree di destinazione degli italiani nell'impero austro-ungarico furono invece il Salisburghese (ricco di miniere di sale), il Vorarlberg, il Tirolo, la Boemia, la Moravia, l'Ungheria e la Transilvania. Non meno significative furono le migrazioni verso le città di Bolzano e Trieste. 
Dopo il 1907, a causa del calo di richieste di manodopera italiana da parte delle autorità austro-ungariche, del sorgere di scontri interetnici tra la comunità di etnia italiana e quella di etnia slava presenti nell'impero asburgico (peraltro fomentati dal governo di Vienna) , si verificò il calo dei flussi migratori verso il paese, passando dagli oltre 50.000 ingressi annui registrati nel 1901 ai circa 35.000 del 1912.  
Il fenomeno dell'emigrazione italiana in Austria, si esaurì dopo il 1918, con la dissoluzione dell'Impero austro-ungarico.

## La comunità di origine italiana in Austria
Le aree di maggior concentrazione di comunità italiane e di persone con ascendenza italiana sono Vienna e il Vorarlberg. 
Come detto in precedenza, la capitale austriaca fu meta soprattutto di artisti, ma tra il XIX e XX secolo, invece venivano perlopiù spazzacamini e venditori ambulanti. 
Ma la presenza maggiore di individui di origine italiana è nel Vorarlberg, in particolare nella città di Bludenz, dove moltissimi sono gli abitanti con cognome italiano e tutti sono di origine trentina, ma poiché sono ormai da tempo assimilati agli austriaci, parlano soltanto la lingua tedesca. Inoltre in questa città esisteva anche un quartiere denominato "Wälsch quarter", che deriva dal termine tedesco Walsche, con il quale venivano indicati i parlanti italiano dagli abitanti locali.

## Italo-austriaci famosi
- Tobias Moretti, attore
- Luigi Negrelli, ingegnere
- Nicolò Pacassi, architetto
- Albert von Trentini, scrittore